# 比尔·汤姆森
比尔·汤姆森（英語：Bill Thomson，1914年3月23日—1993年8月6日），加拿大男子冰球运动员，场上位置是前锋。他曾代表加拿大参加1936年冬季奥林匹克运动会冰球比赛，获得一枚银牌。